# Happy Planet Index

Logo

Der Happy Planet Index (HPI; deutsch Index des glücklichen Planeten) ist ein Indikator für die ökologische Effizienz, mit der eine Nation ihr Wohlbefinden generiert. Ausgangspunkt ist die Überlegung, dass Reichtum für eine Vielzahl von Menschen nicht vorderste Aufgabe ist, sondern für sie ein glückliches und gesundes Leben an erster Stelle steht. Gleichzeitig ist es wichtig, die „ökologischen Kosten“ zu berücksichtigen, die bei der Erreichung dieses Ziels entstehen. Als Weiterentwicklung zu etablierten volkswirtschaftlichen Indizes wie dem Bruttoinlandsprodukt bezieht der HPI das Kriterium der Nachhaltigkeit mit ein.
Der Index der menschlichen Entwicklung, der die klassische BIP-Messung ebenfalls um weitere Kriterien erweitert, beinhaltet genauso das Kriterium Lebenserwartung. Allerdings grenzt sich der HPI mit der Einbeziehung ökologischer Kriterien von diesem ab.
Durch die Gegenüberstellung des subjektiven Wohlbefindens und der durchschnittlichen Lebenserwartung mit dem ökologischen Fußabdruck, geht der HPI der Frage nach, welches Land das Wohlbefinden der heutigen Generation maximiert und die dabei entstehenden Umweltbelastungen gleichzeitig minimiert, um zukünftigen Generationen die Generierung von Wohlbefinden zu ermöglichen.

## Hintergrund
„Das Bruttoinlandsprodukt misst alles, außer dem, was das Leben lebenswert macht.“ (Robert Kennedy)
Der HPI wurde im Juli 2006 als alternativer Fortschrittsindikator zum BIP von der „New Economics Foundation“, einer britischen Denkfabrik, in Zusammenarbeit mit Friends of the Earth in Großbritannien entwickelt.
Die Intention des HPI ist es, der Gesellschaft auf globaler Ebene in einer Zeit der Unsicherheit eine alternative Orientierung zu geben. „Der HPI stellt einen Kompass bereit, indem er misst, was wirklich wichtig ist“, für uns, aber vor allem auch für den Planeten, auf dem wir leben. Der HPI soll die Menschen anregen, sich sowohl mit der Nachhaltigkeit als auch mit der Lebenszufriedenheit auseinanderzusetzen, um dadurch letztendlich das Umweltbewusstsein zu stärken.

## Datenerhebung und Berechnung
Der HPI wird über folgende Formel berechnet:
{\displaystyle HPI={\frac {{\text{LE}}\cdot {\text{LZ}}\cdot {\text{UGF}}}{\mbox{ÖFD}}}}
Hierbei bedeuten:
- {\displaystyle LE}: Lebenserwartung

- {\displaystyle LZ}: Lebenszufriedenheit (subjektives Wohlbefinden)

- {\displaystyle UGF}: Ungleichheitsfaktor (Ungleichheit der Ergebnisse)

- {\displaystyle {\text{Ö}}FD}: ökologischer Fußabdruck[6]

Die Daten für den HPI Report zur Lebenserwartung basieren auf den Daten, die von den Vereinten Nationen gesammelt wurden (Human Development Report). Die Angaben zum subjektiven Wohlbefinden stammen aus der Datenbank des Gallup World Poll und der ökologische Fußabdruck pro Person ist ein Maß für die hypothetische Fläche, die notwendig ist, um den Lebensstandard eines Menschen dauerhaft zu garantieren, und wurde den Daten des Global Footprint Network entnommen. Die Ungleichheit der Ergebnisse wird als Prozentsatz ausgedrückt.

### Komponenten der Formel
Quelle: 
Lebenserwartung (Life Expectancy)Die durchschnittlich erwartete Zeitspanne zwischen Geburt und Tod (in Jahren), vorausgesetzt, dass sich die vorherrschende Muster der altersbedingten Sterblichkeitsraten zum Zeitpunkt der Geburt bis zum Tod nicht verändern.
Lebenszufriedenheit (Experienced Wellbeing)der Durchschnitt aller Reaktionen aus der Bevölkerung auf Fragen zur Zufriedenheit in verschiedenen Lebensbereichen sowie einer Gesamteinschätzung der Lebenszufriedenheit. Die Befragten müssen dies jeweils auf einer Skala von 0 bis 10 einordnen. Je höher die Zahl, desto größer die Lebenszufriedenheit.
Ungleichheit der Ergebnisse (Inequality of Outcomes)Maß dafür, wie ungleich die Verteilung der Lebenserwartung und subjektiv erfahrenen Lebenszufriedenheit innerhalb eines bestimmten Landes sind. (Prozentzahl)
Ökologischer Fußabdruck (Ecological Footprint)Darunter versteht man die Fläche auf der Erde, die notwendig ist, um den Lebensstil und Lebensstandard eines Menschen (unter den heutigen Produktionsbedingungen) dauerhaft zu ermöglichen. Das schließt Flächen ein, die zur Produktion von Kleidung und Nahrung oder zur Bereitstellung von Energie benötigt werden, aber z. B. auch zur Entsorgung von Müll oder zum Binden des durch menschliche Aktivitäten freigesetzten Kohlenstoffdioxids. Entscheidend ist, dass der ökologische Fußabdruck ein Maß für den Konsum, nicht für die Produktion ist. Das bedeutet, dass zum Beispiel das CO2, das durch die Herstellung eines Mobiltelefons entsteht, welches in China hergestellt wurde, aber von jemandem, der in Chile lebt, gekauft wurde, zu Chiles ökologischem Fußabdruck zählt und nicht zu Chinas.

Der ökologische Fußabdruck wird mit einer standardisierten Einheit ausgedrückt: globale Hektar (gha). Der globale Hektar ist der Durchschnittswert der weltweiten biologischen Produktivität pro Hektar in einem Jahr.

## Globaler Vergleich des HPI

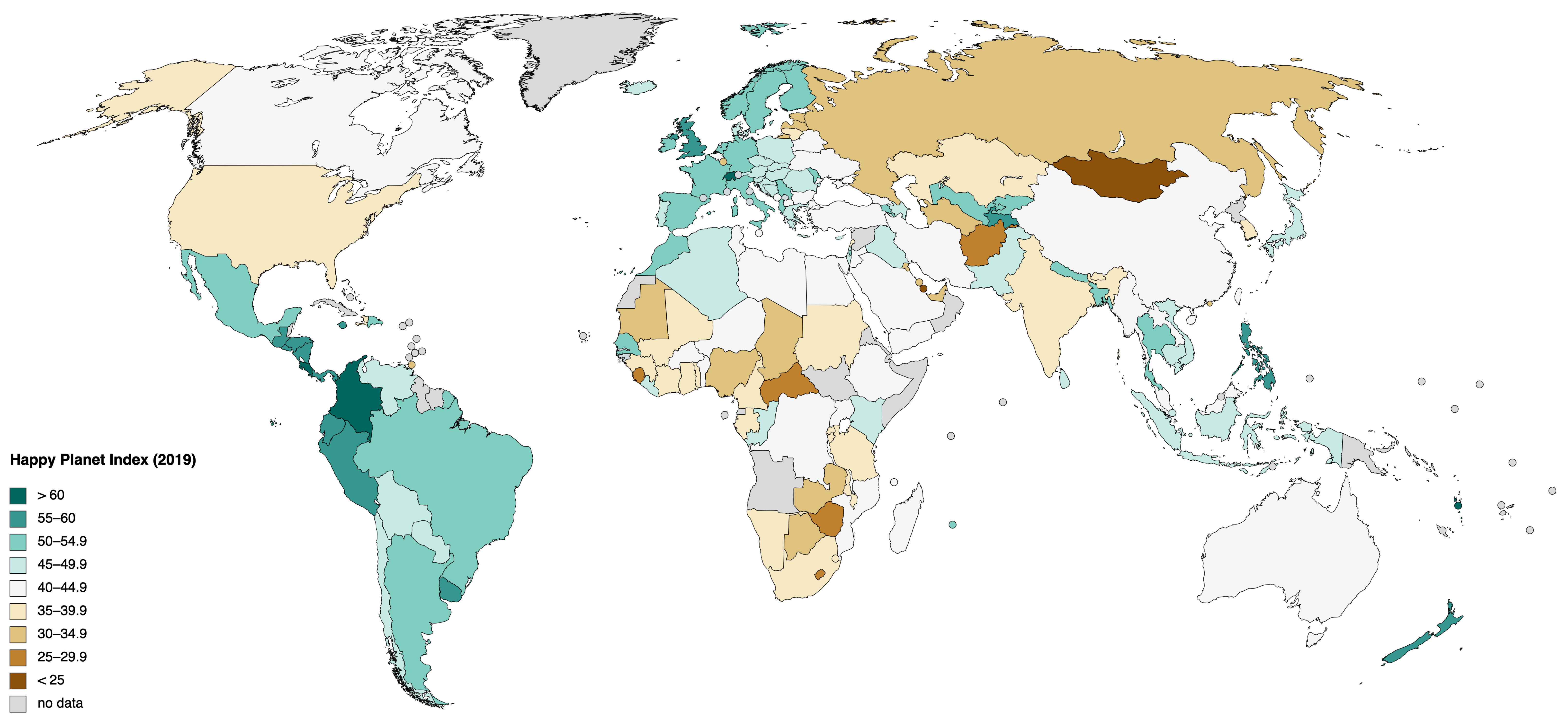
Happy Planet Index 2019

Die Ergebnisse des HPI zeigen, dass heutzutage kein Land bei allen drei Faktoren (hohe Lebenserwartung, hohes Wohlbefinden bei gleichzeitigem Einhalten der ökologischen Grenzen) Erfolg verbuchen kann.
Allgemein ist festzustellen, dass Länder mit einem hohen durchschnittlichen Einkommen, wie beispielsweise die europäischen Staaten oder die USA, einen niedrigeren Rang erreichen, da gleichzeitig der ökologische Fußabdruck zu hoch ist. Die Schweiz ist 2016 auf Rang 24, das Vereinigte Königreich auf Rang 34, Deutschland auf Rang 49, Österreich auf Rang 43 und die USA sogar nur auf Rang 108 von insgesamt 140 Ländern. Die vorderen Plätze des HPI werden von Ländern der Karibik und Ländern nahe dem Äquator eingenommen, obwohl sie ein vergleichbar niedriges BIP aufweisen. Die Plätze eins bis drei belegen Costa Rica, Mexico und Kolumbien.
Markante Daten:
Happy Planet Index:
- hoch, z. B.: Costa Rica (Rang 1: 44,7), Mexico (Rang 2: 40,7), Kolumbien (Rang 3: 40,7), Ecuador, Vietnam (Rang 5), Thailand (Rang 9), Norwegen (Rang 12: 36,8)
- niedrig, z.B: in großen Teilen Afrikas, Luxemburg (Rang 139 von 140: 13,2)

Lebenszufriedenheit:
- hoch, z. B.: Schweiz (Rang 1: 7,8), Norwegen (Rang 2: 7,7), Island (Rang 3: 7,6), europäische Länder, USA, Südamerika, Australien, Neuseeland
- niedrig, z. B.: Afrika (häufig durchschnittlich nur 2,9–5), Asien (Indien (4,6), Bangladesch (4,7)), mittlerer Osten und Nordafrika (Syrien (3,2), Afghanistan (3,8), Irak, Ägypten, Libanon, Iran)

Lebenserwartung:
- hoch, z. B.: Europa (≈ 80-fast 83 Jahre), China, Hongkong (Rang 1: 83,6 Jahre), Japan, Australien, Skandinavien, USA
- niedrig, z. B.: in großen Teilen Afrikas, Afghanistan, Haiti (häufig durchschnittlich nur um die 50–60 Jahre)

Ungleichheit der Ergebnisse:
- hoch, z. B.: Afrika südlich der Sahara (bis zu 50 %), Mittlerer Osten (Afghanistan (43 %)), Asien (Indien (31 %), Myanmar (32 %))
- niedrig, z. B.: Europa (Niederlande (Rang 1: 4 %), Island (Rang 2), Schweden (Rang 3)), Australien, Neuseeland, Israel, Japan

Ökologischer Fußabdruck:
- hoch, z. B.: Luxemburg 15,8 gha (Rang 1), Australien 9,3 gha (Rang 2), Hongkong 8,8 gha (Rang 3), Europa, USA, Russland
- niedrig, z. B.: Afrika, Asien, Afghanistan (0,8 gha), Bangladesch (0,7 gha), Haiti (0,6 gha)

| Rang | Staat                   | Happy Planet Index | Lebenszufriedenheit (0…10) | Lebenserwartung (Jahre) | Ungleichheit der Ergebnisse | Ökologischer Fußabdruck (globale Hektar (gha)) |
| ---- | ----------------------- | ------------------ | -------------------------- | ----------------------- | --------------------------- | ---------------------------------------------- |
| 1    | Costa Rica              | 44,7               | 7,3                        | 79,1                    | 15 %                        | 2,8                                            |
| 2    | Mexiko                  | 40,7               | 7,3                        | 76,4                    | 19 %                        | 2,9                                            |
| 3    | Kolumbien               | 40,7               | 6,4                        | 73,7                    | 24 %                        | 1,9                                            |
| 4    | Vanuatu                 | 40,6               | 6,5                        | 71,3                    | 22 %                        | 1,9                                            |
| 5    | Vietnam                 | 40,3               | 5,5                        | 75,5                    | 19 %                        | 1,7                                            |
| 6    | Panama                  | 39,5               | 6,9                        | 77,2                    | 19 %                        | 2,8                                            |
| 7    | Nicaragua               | 38,7               | 5,4                        | 74,3                    | 25 %                        | 1,4                                            |
| 8    | Bangladesch             | 38,4               | 4,7                        | 70,8                    | 27 %                        | 0,7                                            |
| 9    | Thailand                | 37,3               | 6,3                        | 74,1                    | 15 %                        | 2,7                                            |
| 10   | Ecuador                 | 37,0               | 6,0                        | 75,4                    | 22 %                        | 2,2                                            |
| 11   | Jamaika                 | 36,9               | 5,6                        | 75,3                    | 21 %                        | 1,9                                            |
| 12   | Norwegen                | 36,8               | 7,7                        | 81,3                    | 7 %                         | 5,0                                            |
| 13   | Albanien                | 36,8               | 5,5                        | 77,3                    | 17 %                        | 2,2                                            |
| 14   | Uruguay                 | 36,1               | 6,4                        | 76,9                    | 18 %                        | 2,9                                            |
| 15   | Spanien                 | 36,0               | 6,3                        | 82,2                    | 10 %                        | 3,7                                            |
| 16   | Indonesien              | 35,7               | 5,4                        | 68,5                    | 21 %                        | 1,6                                            |
| 17   | El Salvador             | 35,6               | 5,9                        | 72,5                    | 22 %                        | 2,1                                            |
| 18   | Niederlande             | 35,3               | 7,5                        | 81,2                    | 4 %                         | 5,3                                            |
| 19   | Argentinien             | 35,2               | 6,5                        | 75,9                    | 16 %                        | 3,1                                            |
| 20   | Philippinen             | 35,0               | 5,0                        | 67,9                    | 26 %                        | 1,1                                            |
| 21   | Peru                    | 34,6               | 5,8                        | 74,1                    | 21 %                        | 2,3                                            |
| 22   | Palästina               | 34,5               | 4,6                        | 72,6                    | 24 %                        | 1,2                                            |
| 23   | Brasilien               | 34,3               | 6,9                        | 73,9                    | 22 %                        | 3,1                                            |
| 24   | Schweiz                 | 34,3               | 7,8                        | 82,6                    | 6 %                         | 5,8                                            |
| 25   | Tadschikistan           | 34,2               | 4,5                        | 69,0                    | 26 %                        | 0,9                                            |
| 26   | Guatemala               | 34,2               | 5,9                        | 71,4                    | 27 %                        | 1,9                                            |
| 27   | Belize                  | 33,8               | 6,1                        | 69,8                    | 18 %                        | 2,5                                            |
| 28   | Sri Lanka               | 33,8               | 4,2                        | 74,6                    | 17 %                        | 1,3                                            |
| 29   | Venezuela               | 33,6               | 7,1                        | 73,9                    | 19 %                        | 3,6                                            |
| 30   | Algerien                | 33,3               | 5,6                        | 74,3                    | 24 %                        | 2,1                                            |
| 31   | Kirgisistan             | 33,1               | 5,2                        | 69,7                    | 18 %                        | 1,9                                            |
| 32   | Dänemark                | 32,7               | 7,5                        | 79,8                    | 7 %                         | 5,5                                            |
| 33   | Marokko                 | 32,7               | 5,0                        | 73,4                    | 25 %                        | 1,7                                            |
| 34   | Vereinigtes Königreich  | 31,9               | 6,9                        | 80,4                    | 9 %                         | 4,9                                            |
| 35   | Chile                   | 31,7               | 6,6                        | 81,1                    | 14 %                        | 4,4                                            |
| 36   | Pakistan                | 31,5               | 5,1                        | 65,7                    | 40 %                        | 0,8                                            |
| 37   | Finnland                | 31,3               | 7,4                        | 80,4                    | 6 %                         | 5,9                                            |
| 38   | Neuseeland              | 31,3               | 7,2                        | 81,4                    | 8 %                         | 5,6                                            |
| 39   | Island                  | 31,1               | 7,6                        | 82,2                    | 5 %                         | 6,4                                            |
| 40   | Georgien                | 31,1               | 4,3                        | 74,6                    | 20 %                        | 1,6                                            |
| 41   | Zypern                  | 30,7               | 6,2                        | 79,8                    | 12 %                        | 4,2                                            |
| 42   | Nepal                   | 30,5               | 4,2                        | 68,8                    | 27 %                        | 1,0                                            |
| 43   | Österreich              | 30,5               | 7,4                        | 81,0                    | 7 %                         | 6,1                                            |
| 44   | Frankreich              | 30,4               | 6,6                        | 81,8                    | 9 %                         | 5,1                                            |
| 45   | Dominikanische Republik | 30,3               | 4,8                        | 73,1                    | 30 %                        | 1,5                                            |
| 46   | Malaysia                | 30,3               | 5,9                        | 74,4                    | 10 %                        | 3,7                                            |
| 47   | Kroatien                | 30,2               | 6,0                        | 77,0                    | 12 %                        | 3,9                                            |
| 48   | Irland                  | 30,0               | 7,0                        | 80,5                    | 8 %                         | 5,6                                            |
| 49   | Deutschland             | 29,8               | 6,7                        | 80,6                    | 8 %                         | 5,3                                            |
| 50   | Indien                  | 29,2               | 4,6                        | 67,3                    | 31 %                        | 1,2                                            |
| 51   | Usbekistan              | 29,1               | 6,0                        | 68,2                    | 30 %                        | 2,3                                            |
| 52   | Serbien                 | 29,0               | 5,2                        | 74,5                    | 19 %                        | 2,7                                            |
| 53   | Malta                   | 29,0               | 6,0                        | 80,2                    | 13 %                        | 4,4                                            |
| 54   | Israel                  | 28,8               | 7,1                        | 81,9                    | 8 %                         | 6,2                                            |
| 55   | Rumänien                | 28,8               | 5,2                        | 74,3                    | 19 %                        | 2,7                                            |
| 56   | Bhutan                  | 28,6               | 5,6                        | 68,7                    | 27 %                        | 2,3                                            |
| 57   | Haiti                   | 28,6               | 4,4                        | 62,1                    | 37 %                        | 0,6                                            |
| 58   | Japan                   | 28,3               | 6,0                        | 83,2                    | 9 %                         | 5,0                                            |
| 59   | Slowakei                | 28,2               | 5,9                        | 75,9                    | 13 %                        | 4,1                                            |
| 60   | Italien                 | 28,1               | 5,8                        | 82,7                    | 12 %                        | 4,6                                            |
| 61   | Schweden                | 28,0               | 7,6                        | 81,8                    | 6 %                         | 7,3                                            |
| 62   | Polen                   | 27,5               | 5,9                        | 76,9                    | 11 %                        | 4,4                                            |
| 63   | Mauritius               | 27,4               | 5,5                        | 74,0                    | 17 %                        | 3,5                                            |
| 64   | Tschechien              | 27,3               | 6,3                        | 78,2                    | 9 %                         | 5,2                                            |
| 65   | Honduras                | 27,2               | 4,6                        | 72,8                    | 31 %                        | 1,7                                            |
| 66   | Äthiopien               | 26,7               | 4,6                        | 62,8                    | 36 %                        | 1,0                                            |
| 67   | Irak                    | 26,5               | 4,7                        | 69,0                    | 27 %                        | 1,9                                            |
| 68   | Türkei                  | 26,4               | 5,3                        | 74,7                    | 19 %                        | 3,3                                            |
| 69   | Ungarn                  | 26,4               | 4,7                        | 74,9                    | 15 %                        | 2,9                                            |
| 70   | Ukraine                 | 26,4               | 5,0                        | 70,3                    | 17 %                        | 2,8                                            |
| 71   | Tunesien                | 26,2               | 4,5                        | 74,6                    | 22 %                        | 2,3                                            |
| 72   | Volksrepublik China     | 25,7               | 5,1                        | 75,4                    | 17 %                        | 3,4                                            |
| 73   | Armenien                | 25,7               | 4,3                        | 74,4                    | 22 %                        | 2,2                                            |
| 74   | Kambodscha              | 25,6               | 3,9                        | 67,5                    | 28 %                        | 1,2                                            |
| 75   | Suriname                | 25,4               | 6,3                        | 70,8                    | 19 %                        | 4,3                                            |
| 76   | Bosnien und Herzegowina | 25,3               | 4,8                        | 76,2                    | 19 %                        | 3,1                                            |
| 77   | Sambia                  | 25,2               | 5,0                        | 58,4                    | 41 %                        | 1,0                                            |
| 78   | Montenegro              | 25,1               | 5,2                        | 75,8                    | 16 %                        | 3,8                                            |
| 79   | Portugal                | 24,9               | 5,0                        | 80,3                    | 16 %                        | 3,9                                            |
| 80   | Südkorea                | 24,8               | 6,0                        | 81,3                    | 11 %                        | 5,7                                            |
| 81   | Myanmar                 | 24,7               | 4,4                        | 65,5                    | 32 %                        | 1,4                                            |
| 82   | Slowenien               | 24,6               | 6,1                        | 80,0                    | 10 %                        | 5,8                                            |
| 83   | Kenia                   | 24,2               | 4,5                        | 60,3                    | 38 %                        | 1,0                                            |
| 84   | Iran                    | 24,0               | 4,6                        | 74,8                    | 23 %                        | 2,8                                            |
| 85   | Kanada                  | 24,0               | 7,4                        | 81,7                    | 9 %                         | 8,2                                            |
| 86   | Ägypten                 | 23,8               | 4,2                        | 70,0                    | 23 %                        | 2,2                                            |
| 87   | Belgien                 | 23,7               | 6,9                        | 80,4                    | 9 %                         | 7,4                                            |
| 88   | Mosambik                | 23,7               | 5,0                        | 54,3                    | 43 %                        | 0,9                                            |
| 89   | Griechenland            | 23,6               | 5,1                        | 80,5                    | 16 %                        | 4,4                                            |
| 90   | Nordmazedonien          | 23,4               | 4,6                        | 75,1                    | 18 %                        | 3,3                                            |
| 91   | Paraguay                | 23,3               | 5,8                        | 72,6                    | 22 %                        | 4,2                                            |
| 92   | Bolivien                | 23,3               | 6,0                        | 67,5                    | 35 %                        | 3,0                                            |
| 93   | Komoren                 | 23,1               | 4,0                        | 62,6                    | 36 %                        | 1,0                                            |
| 94   | Jemen                   | 22,8               | 4,1                        | 63,3                    | 39 %                        | 1,0                                            |
| 95   | Nigeria                 | 22,2               | 5,5                        | 52,1                    | 44 %                        | 1,2                                            |
| 96   | Liberia                 | 22,2               | 4,4                        | 60,2                    | 38 %                        | 1,2                                            |
| 97   | Tansania                | 22,1               | 4,0                        | 63,5                    | 33 %                        | 1,3                                            |
| 98   | Malawi                  | 22,1               | 4,3                        | 60,1                    | 45 %                        | 0,8                                            |
| 99   | Simbabwe                | 22,1               | 5,0                        | 53,7                    | 37 %                        | 1,4                                            |
| 100  | Libanon                 | 21,9               | 4,6                        | 78,8                    | 19 %                        | 3,8                                            |
| 101  | Senegal                 | 21,9               | 3,7                        | 65,4                    | 33 %                        | 1,2                                            |
| 102  | Belarus                 | 21,7               | 5,7                        | 70,9                    | 13 %                        | 5,1                                            |
| 103  | Namibia                 | 21,6               | 4,7                        | 64,0                    | 26 %                        | 2,5                                            |
| 104  | Ghana                   | 21,4               | 5,1                        | 61,0                    | 38 %                        | 2,0                                            |
| 105  | Australien              | 21,2               | 7,2                        | 82,1                    | 8 %                         | 9,3                                            |
| 106  | Oman                    | 21,1               | 6,9                        | 76,3                    | 13 %                        | 7,5                                            |
| 107  | Litauen                 | 21,0               | 5,8                        | 72,8                    | 11 %                        | 5,8                                            |
| 108  | Vereinigte Staaten      | 20,7               | 7,0                        | 78,8                    | 13 %                        | 8,2                                            |
| 109  | Bulgarien               | 20,4               | 4,2                        | 73,9                    | 19 %                        | 3,3                                            |
| 110  | Afghanistan             | 20,2               | 3,8                        | 59,7                    | 43 %                        | 0,8                                            |
| 111  | Ruanda                  | 19,6               | 3,3                        | 63,1                    | 37 %                        | 0,9                                            |
| 112  | Uganda                  | 19,4               | 4,3                        | 57,1                    | 41 %                        | 1,2                                            |
| 113  | Syrien                  | 19,1               | 3,2                        | 70,4                    | 30 %                        | 1,5                                            |
| 114  | Kasachstan              | 19,1               | 5,8                        | 68,6                    | 18 %                        | 5,6                                            |
| 115  | Republik Kongo          | 18,8               | 3,9                        | 61,0                    | 40 %                        | 1,3                                            |
| 116  | Russland                | 18,7               | 5,6                        | 69,5                    | 16 %                        | 5,7                                            |
| 117  | Mauretanien             | 18,0               | 4,7                        | 62,6                    | 37 %                        | 2,5                                            |
| 118  | Estland                 | 17,9               | 5,4                        | 76,2                    | 12 %                        | 6,9                                            |
| 119  | Burkina Faso            | 17,9               | 4,0                        | 58,0                    | 43 %                        | 1,2                                            |
| 120  | Gabun                   | 17,5               | 4,0                        | 63,3                    | 36 %                        | 2,0                                            |
| 121  | Lettland                | 17,1               | 5,1                        | 73,6                    | 14 %                        | 6,3                                            |
| 122  | Niger                   | 16,8               | 3,8                        | 60,0                    | 40 %                        | 1,6                                            |
| 123  | Hongkong                | 16,8               | 5,5                        | 83,6                    | 10 %                        | 8,8                                            |
| 124  | Kamerun                 | 16,7               | 4,2                        | 54,6                    | 47 %                        | 1,2                                            |
| 125  | Lesotho                 | 16,7               | 4,9                        | 48,9                    | 42 %                        | 1,7                                            |
| 126  | Botswana                | 16,6               | 4,8                        | 64,2                    | 28 %                        | 3,8                                            |
| 127  | Dschibuti               | 16,4               | 4,4                        | 61,3                    | 42 %                        | 2,2                                            |
| 128  | Südafrika               | 15,9               | 5,1                        | 56,3                    | 33 %                        | 3,3                                            |
| 129  | Guinea                  | 15,9               | 3,7                        | 57,7                    | 42 %                        | 1,4                                            |
| 130  | Trinidad und Tobago     | 15,7               | 6,4                        | 70,1                    | 21 %                        | 7,9                                            |
| 131  | Burundi                 | 15,6               | 3,4                        | 55,8                    | 48 %                        | 0,8                                            |
| 132  | Eswatini                | 15,5               | 4,9                        | 48,9                    | 41 %                        | 2,0                                            |
| 133  | Sierra Leone            | 15,3               | 4,5                        | 49,8                    | 50 %                        | 1,2                                            |
| 134  | Turkmenistan            | 14,6               | 5,5                        | 65,3                    | 31 %                        | 5,5                                            |
| 135  | Elfenbeinküste          | 14,4               | 3,8                        | 50,8                    | 45 %                        | 1,3                                            |
| 136  | Mongolei                | 14,3               | 4,9                        | 68,6                    | 22 %                        | 6,1                                            |
| 137  | Benin                   | 13,4               | 3,2                        | 59,2                    | 44 %                        | 1,4                                            |
| 138  | Togo                    | 13,2               | 2,9                        | 58,6                    | 43 %                        | 1,1                                            |
| 139  | Luxemburg               | 13,2               | 7,0                        | 81,1                    | 7 %                         | 15,8                                           |
| 140  | Tschad                  | 12,8               | 4,0                        | 50,8                    | 51 %                        | 1,5                                            |

## Verhältnis zu Wohlstand und Lebensqualität
Da die Lebenszufriedenheit durch den ökologischen Fußabdruck dividiert wird, werden beide Komponenten gleichwertig gewichtet. Das Ranking der Länder nach dem HPI ist somit weder nach der Lebenszufriedenheit noch nach dem ökologischen Fußabdruck geordnet. Der HPI ist demnach kein direkter Indikator für Lebenszufriedenheit oder den ökologischen Fußabdruck, sondern für die ökologische Effizienz der Generierung von Zufriedenheit. Er erhält maximale Werte, wenn die Lebenszufriedenheit möglichst hoch und der ökologische Fußabdruck möglichst gering ist.
Diese Kombination liegt in der realen Welt allerdings selten vor, da eine hohe Zufriedenheit meistens mit einem hohen ökologischen Fußabdruck einhergeht. Umgekehrt wird ein niedriger ökologischer Fußabdruck in der Regel durch niedrigen Wohlstand des Landes bedingt. Mit einer Erhöhung des Wohlstands ist somit auch eine Steigerung des ökologischen Fußabdrucks zu erwarten.
Tendenziell sind sehr arme Länder, aufgrund von geringer Lebenserwartung und -zufriedenheit, in der unteren Hälfte des globalen Rankings zu finden. Dies sind hauptsächlich die Länder Afrikas südlich der Sahara. Europäische Länder sind überwiegend in der oberen Hälfte vertreten, da sie eine sehr hohe Lebenszufriedenheit und -erwartung aufweisen. Dennoch ist ein Fünftel der europäischen Länder, bedingt durch hohe ökologische Fußabdrücke, in der unteren Hälfte vertreten. Dementsprechend belegt Luxemburg, mit dem höchsten ökologischen Fußabdruck weltweit, den vorletzten Platz. Im kontinentalen Vergleich weisen die Länder Südamerikas die besten HPI-Werte auf, indem die Werte von mittelmäßiger bis hoher Lebenszufriedenheit und -erwartung durch mittelmäßige ökologische Fußabdrücke dividiert werden. Als wünschenswertes Ziel gilt es, den globalen Mittelwert des HPI anzuheben und die Varianz der Länder gering zu halten. Konkret bedeutet dies, dass westliche Länder, sowie ein Teil der Übergangsländer und Südostasiens, ihren ökologischen Fußabdruck senken müssen. Afrikanischen und südasiatischen Ländern, dem Mittleren Osten, sowie einem Teil der Übergangsländer und Südostasiens muss hingegen eine höhere Lebensqualität ermöglicht werden, ohne dabei den ökologischen Fußabdruck zu steigern.
In beiden Zielsetzungen wird ein Verhältnis von hoher Lebenszufriedenheit und geringem ökologischem Fußabdruck angestrebt.

## Persönlicher Beitrag zur Lebenszufriedenheit
Obwohl eine Vielzahl an Faktoren die individuelle Lebenszufriedenheit bestimmt, kann das eigene Denken und Handeln den größten Einfluss darauf haben. Die NEF stellte in diesem Kontext ein Konzept auf, nach dem die Lebenszufriedenheit zum einen von der Erfahrung abhängt, sich gut zu fühlen. Diese positiven Erfahrungen werden generiert über Gefühle wie Fröhlichkeit, Zufriedenheit und Vergnügen, sowie über Neugierde und Beschäftigung. Zum anderen ist die eigene Funktionalität für das Wohlbefinden entscheidend. Dazu zählen funktionierende zwischenmenschliche Beziehungen, die Kontrolle über das eigene Leben, sowie einen Sinn im Leben zu sehen.
Die NEF kristallisierte fünf wesentliche Faktoren heraus, die für den Menschen leicht umsetzbar sind und zu mehr Lebenszufriedenheit verhelfen.
- Connect – Soziale Beziehungen sind entscheidend für das individuelle Wohlbefinden und senken das Risiko für psychische Krankheiten.
- Be Active – Körperliche Aktivität steigert die Glücksgefühle und vermindert das Depressionsrisiko und Angstgefühle.
- Take Notice – Achtsamkeit gegenüber der Umwelt und den eigenen Gefühlen führt zu mehr innerer Zufriedenheit. Durch Aufmerksamkeit reflektierte Erfahrungen können aufzeigen, was im Leben Priorität hat.
- Keep Learning – Beständiges Lernen verbessert das Selbstwertgefühl und bringt ein soziales und aktives Leben mit sich.
- Give – Geben baut eine positive Verbindung zu den Mitmenschen auf, was einen Mehrwert für die eigene Zufriedenheit darstellt.

Mittels dieser fünf Faktoren lässt sich die Lebenszufriedenheit mit einfachen Mitteln steigern, ohne der Natur schaden zu müssen.

## Aussagekraft des HPI und Kritik
Der HPI vereint objektive und subjektive Messwerte in ökonomischen, sozialen und ökologischen Bereichen. Dabei ist der inhaltliche Schwerpunkt deutlich auf das individuelle Wohlbefinden und die ökologische Nachhaltigkeit ausgerichtet. An dieser Stelle stellt der HPI eine Verdichtung der bereits bestehenden Indizes, HLY (Happy Life Years) und EFP (Ecological Footprint), dar. Dennoch enthält der HPI vergleichsweise wenige Messgrößen. Der Versuch sich auf essentielle Aspekte zu beschränken hat zur Folge, dass weitere wichtige Faktoren, beispielsweise in den Bereichen Politik, Soziales und Kultur, fehlen. Somit kommt es zu fragwürdigen Ergebnissen, in denen z. B. Albanien (Platz 13) und Bangladesch (Platz 8) trotz kritischer Umstände gut im HPI-Ranking abschneiden.
Kritisch zu sehen ist zudem ein allgemeines Problem empirischer Wissenschaft: Auf Messungen beruhende Erkenntnisse gehen damit einher, dass ihre Operationalisierung immer mit einer radikalen Reduktion der Komplexität des zu beobachteten Phänomens verbunden ist. Dieses Problem zeigt sich beim HPI, indem die Auswahl der Kriterien an sich und deren Relevanz durch die NEF beurteilt werden. Zudem gelten nach dem kritischen Selbstverständnis von Wissenschaft Erkenntnisse nicht als absolut. Besonders die Lebenszufriedenheit als subjektiver und persönlicher Messwert kann kulturell und situativ sowie durch die Problematik der sozialen Erwünschtheit bedingt sein. Kulturell ist davon auszugehen, dass kollektivistische Kulturen ihre Lebenszufriedenheit tendenziell positiver bewerten als individualistische. Situativ variiert die Einschätzung beispielsweise durch Befragungen in der Regenzeit, im Sommer oder Winter. Äußerliche Einflüsse haben hier große Wirkungen auf die aktuelle Gemütsverfassung des Individuums.
Aufgrund der Verknüpfung von als verlässlich einzustufenden Datenbasen, stammend von der Gallup World Poll (Messungen zum subjektiven Wohlbefinden), dem WWF (Messung des ökologischen Fußabdrucks) und dem Human Development Report (Daten zur Lebenserwartung), einer hohen Validität und der Darstellungsmöglichkeiten als Quotient oder graphischer Plot, weist der HPI im Vergleich zu anderen Indizes ein günstiges Verhältnis zwischen geringer Komplexität und hoher Aussagekraft auf. Dabei können deutliche Aussagen über die Beziehungen von Lebenserwartung, Wohlbefinden und ökologischer Nachhaltigkeit zum BIP gemacht werden. Es besteht ein kausaler Zusammenhang von steigender Lebenserwartung und steigendem BIP. Dagegen ist die Lebenszufriedenheit ab einer bestimmten wirtschaftlichen Entwicklung unabhängig vom Wirtschaftswachstum. Die ökologische Nachhaltigkeit wird durch ein steigendes BIP deutlich negativ beeinflusst. Somit wird aufgezeigt, dass Lebenszufriedenheit und ökologische Nachhaltigkeit nicht durch eine Steigerung des BIP‘s zu erreichen sind.
Aufgrund der allgemeinen Indexproblematik gilt auch der HPI, als einer von vielen Alternativen zum BIP, nicht als absolut allumfassende Lösung. Strategisch sinnvoll ist eine Betrachtung vieler Alternativen, um ein allumfassendes Bild ausgewählter Länder zu erhalten und diese untereinander vergleichen zu können. Der HPI kann als sinnvolle Ergänzung fungieren, das BIP aus Akzeptanzgründen jedoch nicht ersetzen, da das BIP politisch und gesellschaftlich stark verankert ist.

## Ausblick
Laut der New Economics Foundation (NEF) ist mit den aktuell weltweit vorherrschenden ökonomischen Rahmenbedingungen, ausgelegt auf ein Wirtschaftswachstum, die Vereinigung von hoher Lebenszufriedenheit und -erwartung mit dem sogenannten „one-planet-living“ nicht möglich. Der Wohlstand müsse auf ein mittleres Niveau gesenkt werden, da Länder mit mittlerem Einkommen, wie in Lateinamerika oder Südostasien, die höchsten HPI-Werte erzielen.
Um dieses Ziel zu erreichen, müssten Möglichkeiten aufgezeigt werden, welche die Länder von sich aus befürworten und nicht beruhend auf Gesetzen als Last empfinden. Dazu sei eine neue Kommunikation erforderlich, die vermittelt, dass ein gutes Leben im Einklang mit der Natur möglich ist. Der Überkonsum reicher Länder stelle dabei eine Barriere zu nachhaltigem Wohlbefinden dar. Die Vermeidung des Überkonsums wirke sich nicht nur positiv auf dasselbige Land aus, sondern habe weltweite Auswirkungen. Dies ist durch die Verknüpfung des Überkonsums vieler reicher Länder mit der Ausbeutung armer Länder begründet.
Es sollen ökonomische Modelle fokussiert werden, die nicht permanenten Wachstum als Ziel haben, sondern auf stabilen Wohlstand abzielen. Dazu sollen regelmäßige Messungen von Zufriedenheit und dem Umweltzustand stattfinden, um dessen Beziehung zueinander als Richtlinie für die Zukunft wahrzunehmen.
Ziel des NEF bis 2050 ist die Erreichung eines HPI von 89 weltweit. Konkrete Forderungen sind dabei für gut entwickelte Länder die Senkung des ökologischen Fußabdrucks um 1/gha. Gleichzeitig soll die Lebenszufriedenheit auf einen Wert von acht gesteigert und eine Lebenserwartung von 87 Jahren erreicht werden. Damit auch Entwicklungsländer einen Wert von 89 erreichen können, wird die Hilfe der internationalen Gemeinschaft und der reicheren Länder erwartet.
Generell lassen sich zwei Ansätze hin zu einem höheren HPI unterscheiden. Eine Strategie beruht auf dem Prinzip „Living better, using less“. Die Strategie legt den Fokus auf die drei Komponenten: Gesundheit, positive Lebenserfahrungen und ökologischer Fußabdruck und erfordert Ansätze in der Ökonomie, Gemeinschaft und der Veränderung der Lebensstile. Sie gleicht dem ökonomischen Modell des Postwachstum nach Paech, welches auf eine sozial stabile und global faire Versorgungsstruktur innerhalb der ökologischen Belastungsgrenzen abzielt. Der zweite Ansatz richtet sich nach dem Prinzip des Green Growth, welches die OECD vertritt. Hier wird der Fokus darauf gelegt, effizientere, sogenannte grüne Technologien und Methoden zu nutzen und zu entwickeln, beispielsweise im Bereich der Energiegewinnung durch Solaranlagen oder Windkrafträder. Somit kann der ökologische Fußabdruck verringert und gleichzeitig die Lebensqualität beibehalten bzw. sogar gesteigert werden.